# Portals (Melanie Martinez)
| Recensione    | Giudizio |
| ------------- | -------- |
| Rolling Stone |          |

Portals è il terzo album in studio della cantante statunitense Melanie Martinez, pubblicato il 31 marzo 2023 dalla Atlantic Records.

## Antefatti
Dopo la pubblicazione del secondo album in studio K-12 e del film omonimo nel 2019, Martinez ha pubblicato il suo quarto EP After School nel 2020, come edizione deluxe stand-alone di K-12, del tutto scollegata dal film.
Dopo due anni di pausa dalla musica, il 18 febbraio 2023 la cantante ha archiviato tutti i suoi post su Instagram e ha cominciato a pubblicare indizi relativi al suo terzo album, oltre a rendere disponibile un'anteprima di 12 secondi su Spotify.

## Promozione
Il primo video promozionale mostra un fungo immerso in una foresta nebbiosa, con la frase RIP Crybaby incisa sul gambo, accompagnato da un'anteprima di un nuovo brano. Diversi altri video promozionali sono stati postati nei giorni successivi su tutte le piattaforme social della cantante, rappresentando i temi della rinascita, della crescita embrionale e di uova incubate nella foresta.
Il 22 febbraio 2023, Martinez ha pubblicato un video di un minuto che la vede mentre si sviluppa all'interno di un uovo sotto forma di una creatura rosa. Il video contiene inoltre il titolo del disco e la data di pubblicazione. Il sito ufficiale dell'interprete è stato aggiornato poco dopo, rivelando la copertina dell'album e diversi articoli di merchandising a tema.
Nelle settimane precedenti alla pubblicazione dell'album, Martinez si è esibita con diversi brani tratti dal disco in Sud America, dove ha partecipato a tutte e tre le tappe sudamericane del festival Lollapalooza, così come al Festival Estéreo Picnic di Bogotà e un concerto a Santiago del Cile.
A marzo del 2023, l'artista ha pubblicato un post su Instagram dalla didascalia criptica che ritrae la creatura rosa già menzionata – alter ego della cantante per la promozione del progetto – mentre emerge dalla forma di feto. Il post comprendeva una serie di versi, una data di pubblicazione e il titolo del primo singolo, Death, pubblicato poi il 17 marzo.
A maggio 2023 avrà inizio il Portals Tour da Denver, Colorado.

## Tracce
1. Death – 5:06 (Melanie Martinez)
2. Void – 4:07 (Melanie Martinez)
3. Tunnel Vision – 4:44 (Melanie Martinez, Jeremy Dussolliet, Tim Sommers)
4. Faerie Soirée – 2:43 (Melanie Martinez, Jonathan Hopkins, Glen Garth, Phil Garth)
5. Light Shower – 4:27 (Melanie Martinez)
6. Spider Web – 3:03 (Melanie Martinez)
7. Leeches – 3:20 (Melanie Martinez, Simon Rosen)
8. Battle of the Larynx – 5:28 (Melanie Martinez)
9. The Contorsionist – 3:20 (Melanie Martinez, CJ Baran)
10. Moon Cycle – 2:32 (Melanie Martinez, CJ Baran, Jared Scharff)
11. Nymphology – 5:06 (Melanie Martinez, CJ Baran, Nick Long)
12. Evil – 4:06 (Melanie Martinez, CJ Baran)
13. Womb – 3:31 (Melanie Martinez, Omer Fedi)

Tracce bonus nell'edizione deluxe
1. Powder – 3:58 (Melanie Martinez, CJ Baran)
2. Pluto – 3:01 (Melanie Martinez, CJ Baran, Joshua Karpeh)
3. Milk of the Siren – 4:25 (Melanie Martinez, Sommers, Dussolliet)

Note
- Tutti i brani sono resi graficamente con il titolo in stampatello maiuscolo.

## Formazione
Musicisti
- Melanie Martinez – voce
- CJ Baran – chitarra (tracce 1, 8, 11, 12), programmazione e sintetizzatori (tracce 1, 3, 7-12)
- Rhys Hastings – batteria (tracce 1, 2, 8, 10, 13)
- Martin Kutnar – violoncello (tracce 1, 7, 9, 11)
- Matej Mihaljević – violino (tracce 1, 7, 9, 11)
- Tim "One Love" Sommers – programmazione e sintetizzatori (traccia 3)
- Pearl Lion – chitarra (traccia 10)
- Nick Long – chitarra (traccia 11)
- Ilan Rubin – batteria (traccia 12)

Produzione
- Emerson Mancini – mastering
- Mitch McCarthy – missaggio
- CJ Baran – ingegneria del suono
- Michael Keenan – ingegneria del suono (traccia 5)

## Classifiche

### Classifiche settimanali
| Classifica (2023) | Posizione massima |
| ----------------- | ----------------- |
| Australia         | 1                 |
| Austria           | 11                |
| Belgio (Fiandre)  | 14                |
| Belgio (Vallonia) | 15                |
| Canada            | 3                 |
| Croazia           | 4                 |
| Finlandia         | 16                |
| Francia           | 30                |
| Germania          | 4                 |
| Irlanda           | 3                 |
| Islanda           | 20                |
| Italia            | 20                |
| Lettonia          | 6                 |
| Lituania          | 7                 |
| Norvegia          | 22                |
| Nuova Zelanda     | 1                 |
| Paesi Bassi       | 8                 |
| Polonia           | 9                 |
| Regno Unito       | 2                 |
| Spagna            | 8                 |
| Stati Uniti       | 2                 |
| Svezia            | 28                |
| Svizzera          | 23                |
| Ungheria          | 11                |

### Classifiche di fine anno
| Classifica (2023) | Posizione |
| ----------------- | --------- |
| Portogallo        | 34        |